# Герб Хмельницьких
Герб Хмельницьких — герб, яким користувались представники роду Хмельницьких, зокрема  Богдан Хмельницький та його нащадки. Перше відоме зображення герба мається у Козацькому реєстрі 1649 року, на його титульному аркуші. Трохи інший варіант присутній у літопису Самійла Величка. Зазвичай цей герб позначають як «Абданк», зокрема саме так він названий у реєстрі, поряд з його зображенням у вірші «На Старожитній Клейнот П. Хмелницких», але треба зауважити, що у гербі Хмельницьких у горішній частині є зображення хреста, тоді як у «Абданка» він відсутній. З огляду на це, сучасні дослідники вважають, що Хмельницькі користувалися гербом «Сирокомля», якій при подібності до «Абданку», мав зображення хреста.  
В той же час, знавець української геральдики Олег Однороженко, вважає що герб Хмельницьких має самобутнє походження й лише штучно був переосмислений у рамках річпосполитської геральдики як «Абданк». Аргументуючи цю точку зору, він вказав на деякі відмінності у деталях між гербом Хмельницьких та «Сирокомлею», а також те, що у двох польських гербовниках («Compendium» Кояловича та «Korona Polska» Несецького) як герб Хмельницьких вказаний герб «Масальський». Треба зауважити, що польський сейм 1661, допускаючи «до прерогатив шляхетства» Юрія Хмельницького, дійсно надав йому герб «Масальський». 

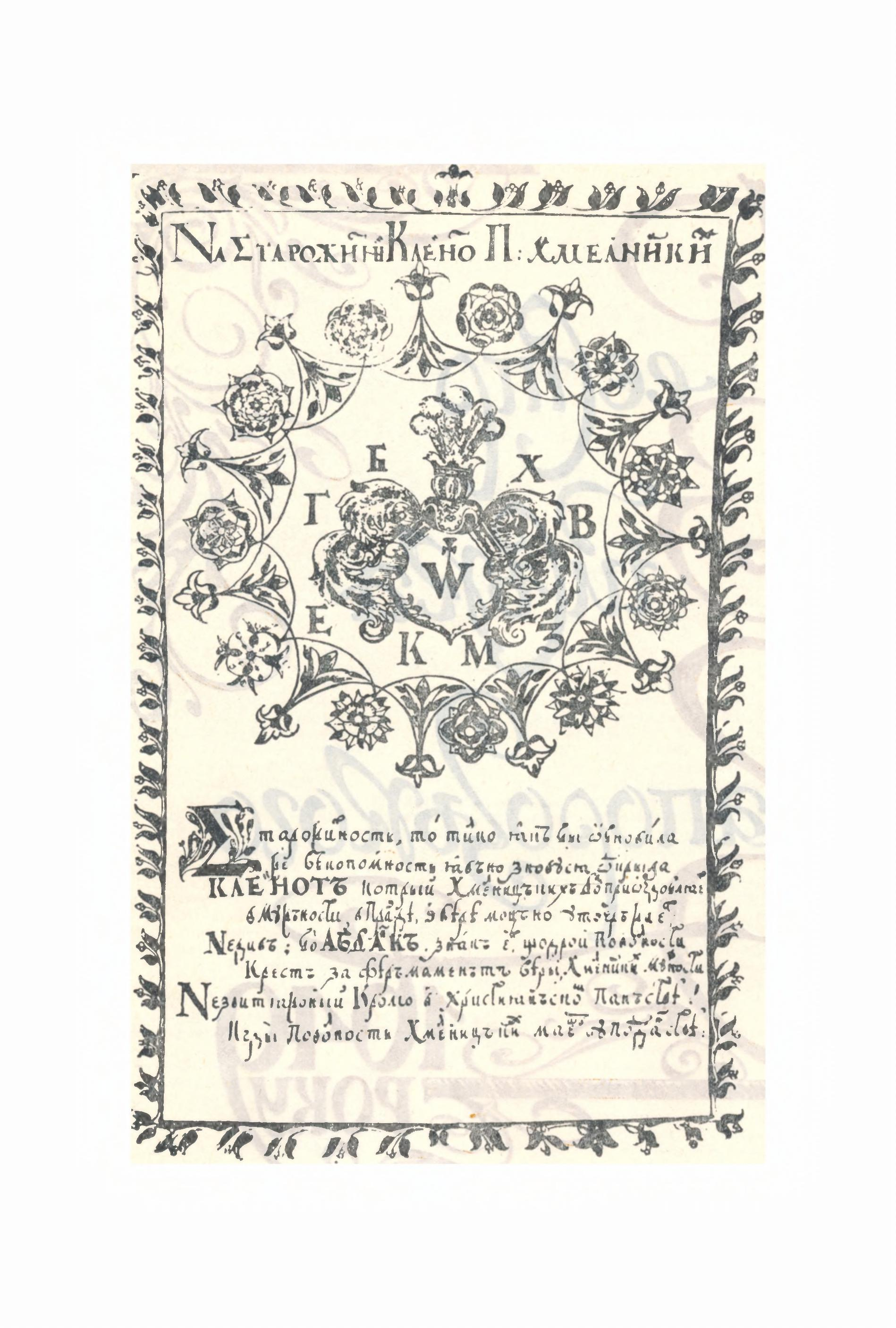
Герб Хмельницького у реєстрі 1649 року
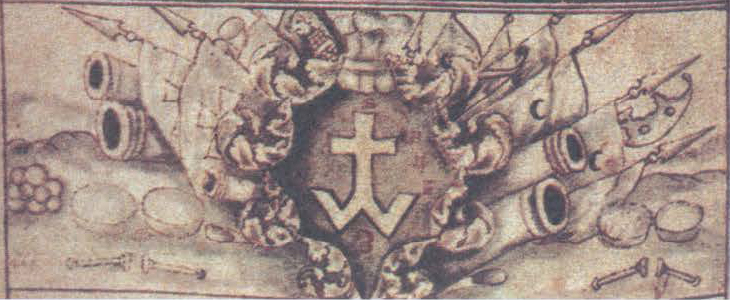
Герб Хмельницького в літопису Самійла Величка

Абданк
Сирокомля
Масальський

```
Σтарожитность, то тилко якъ бы ωбновила
же вѣкопомность явъно знову ся ωдкрыла
КЛЕИНОТЪ котрый Хмεлницъкихъ дом приоздобляεт
в Мужъности, в Правдѣ, в Bѣрѣ моцъно утвεръжаεт,
Nεдивъ; бо АБДАНКЪ знакъ εст щодрой Поволности
Крεстъ за фѣръмамεнътъ вѣры, Хмεлницких мужности
Nεзвитяжоный Кролю в Християнъском Панъствѣ!
Кгды Поволность Хмεлницъких маεшъ у подданствѣ.

```

## Сучасність
Герб Хмельницьких активно використовувався в українській символіці визвольної боротьби ХХ століття та сучасної України.

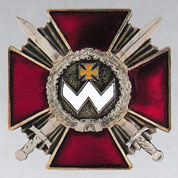
Орден Богдана Хмельницького ІІІ ступеня
14-та радіотехнічна бригада імені Богдана Хмельницького
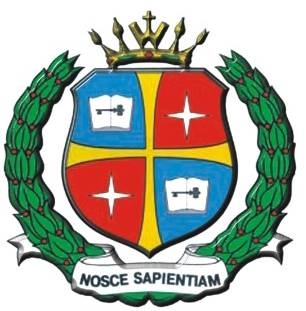
Герб Черкаського національного університету ім. Б. Хмельницького
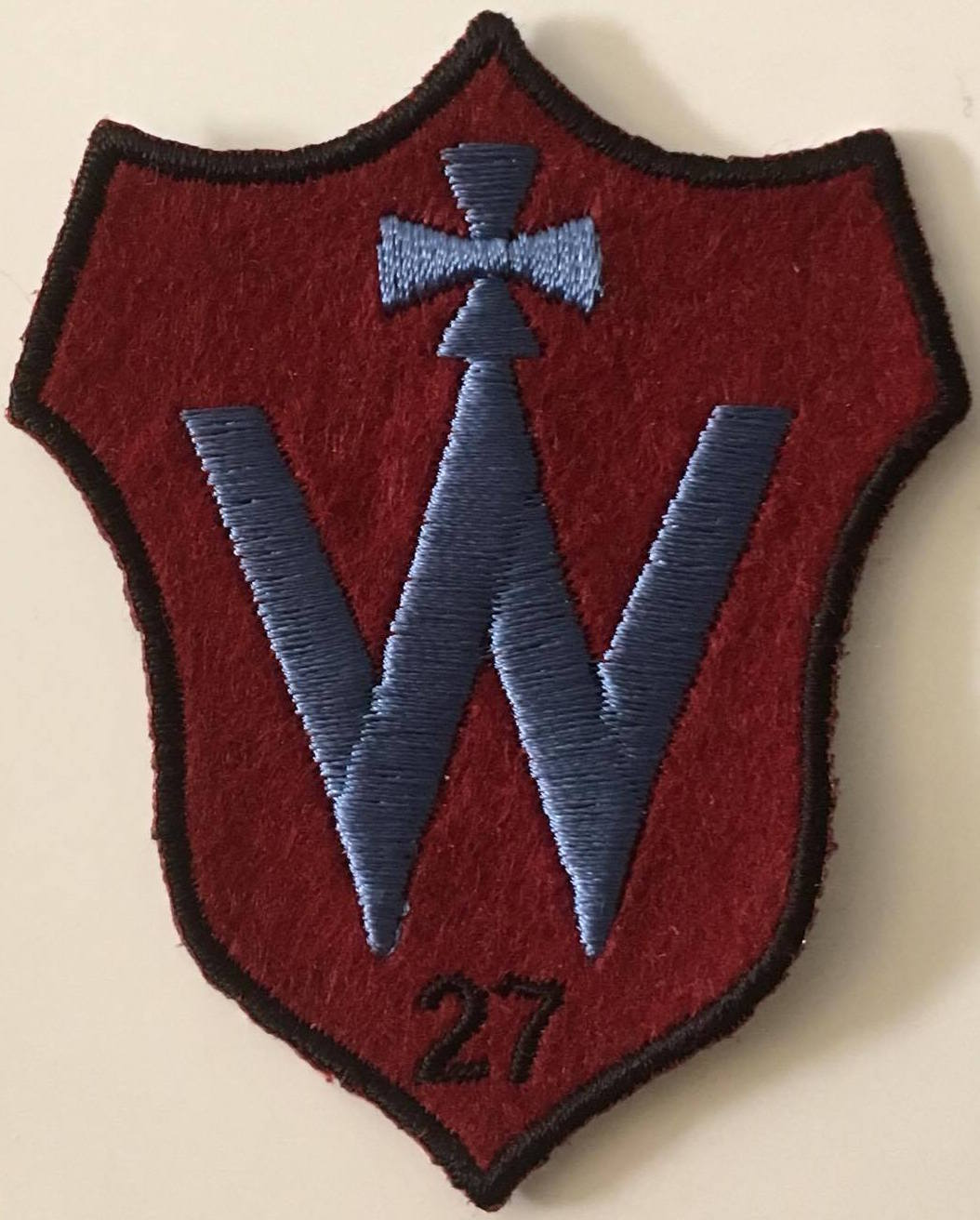
Шеврон ступеня Молодий Козак пластового куреня «Хмельниченки»